# Gears of War
Gears of War — компьютерная игра в жанре шутера от третьего лица, разработанная Epic Games и изданная Microsoft Game Studios в 2006 году. Первая игра в серии Gears of War. Первоначально являлась эксклюзивом для Xbox 360. Версия игры для Microsoft Windows разрабатывалась совместно с People Can Fly и вышла год спустя с улучшенной графикой, дополнительной главой, новым мультиплеерным режимом, редактором уровней и поддержкой Games for Windows — Live.
Сюжет игры разворачивается на планете Сера (англ. Sera), где человечество оказалось втянуто в страшную войну с безжалостным подземным врагом — рептилоидной расой, прозванной Саранчой (англ. Locust Horde). Главный герой игры — сержант Маркус Феникс (англ. Marcus Fenix), ветеран Маятниковых войн, бывший заключенный, суровый и закаленный сражениями боец, возглавляющий небольшой отряд Дельта в отчаянной битве с превосходящим врагом.
Для успешного прохождения игроку потребуется использовать укрытия и грамотно продумывать тактику. Активным элементом игры является так называемая «Активная перезарядка», позволяющая на короткое время повысить наносимый урон. Второй игрок может присоединиться к прохождению кампании в режиме кооператива. В игре также есть несколько мультиплеерных режимов для восьми игроков.
Gears of War была продана тиражом в более чем три миллиона копий за десять недель и стала самой быстропродаваемой игрой 2006 года и второй по популярности в Xbox Live в течение 2007 года. К сентябрю 2008 года игра была продана тиражом в пять миллионов копий. Gears of War была хорошо встречена критиками, которые хвалили геймплей и проработанную графику, и выиграла несколько наград «Лучшая игра 2006 года». Успех игры привёл к продолжению серии Gears of War, включая вышедший в 2008 сиквел Gears of War 2, анонсированный 12 апреля 2010 года триквел Gears of War 3, а также книги и комиксы по миру игры.

## Игровой процесс

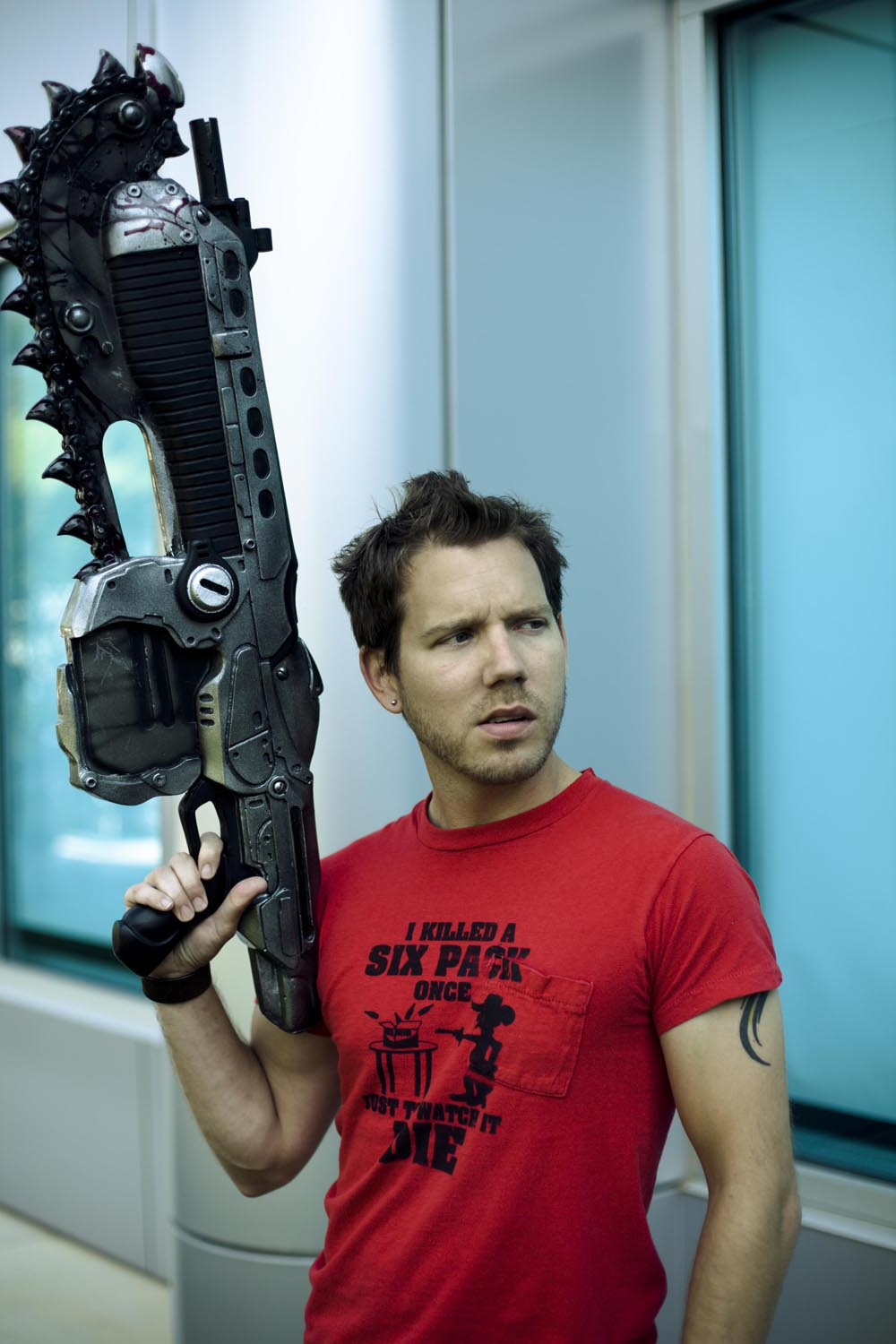
Геймдизайнер Gears of War Клифф Блезински позирует вместе с репликой знакового оружия серии — «Лансера»

Gears of War является игрой в жанре шутера от третьего лица с видом «из-за плеча». Основной акцент в ней делается на использовании игроком укрытий, чтобы персонажи не получали ранений во время тактических передвижений по местности.
В игре присутствует множество видов оружия, основным и самым узнаваемым из которых является «Лансер» — штурмовая винтовка со встроенной цепной пилой, которую можно использовать, чтобы расчленить противника в ближнем бою. Для ускоренной перезарядки оружия игрок может применить способность «Active Reload»: для этого после нажатия кнопки перезарядки, когда персонаж начинает процесс, в определённый момент необходимо вновь нажать эту клавишу. Если игрок не успевает, то оружие заклинивает, а на его восстановление уходит дополнительное время. Если же успевает — перезарядка проходит быстрее, а оружие будет некоторое время наносить больше урона, чем обычно.
Когда игрок получает ранения, на экране проявляется «Crimson Omen» — бордово-красный знак, выполняющий роль индикатора здоровья персонажа. Чем больше игрок получает урона, тем ярче становится индикатор. Чтобы не погибнуть, игрок должен найти укрытие и переждать, пока здоровье не восстановится. Если было получено слишком много ранений, персонаж падает на землю и не может двигаться. В этот момент в центре знака появляется череп. Если это произошло в одиночном режиме, то игра на этом заканчивается. В режиме кооператива павшего персонажа может поднять на ноги второй игрок. Однако если пройдёт слишком много времени с момента падения, то раненый погибнет от потери крови.
Сюжетная линия игры представлена кампанией, состоящей из пяти актов, доступных для прохождения в одиночном и в кооперативном режимах. В ней повествуется о Маркусе Фениксе (англ. Marcus Fenix) и Доминике Сантьяго (англ. Dominic Santiago), входящих в состав отряда Дельта, и их борьбе с Локустами. Игрокам будут помогать управляемые компьютером соратники. В определённых местах игра будет предлагать выбрать один из двух путей. Первый игрок идёт той дорогой, которой он выбрал, а второй автоматически отправляется по второй. На всём протяжении кампании игроки будут находить жетоны павших солдат (так называемые «COG Tags»). Кампанию можно проходить на трёх уровнях сложности (от самого простого к самому сложному): «Casual», «Hardcore» и «Insane». Последний открывается только если игра пройдена на одном из первых двух.
Мультиплеер Gears of War предлагает геймплей на восьмерых (четыре на четыре) человек, поделённых на две команды — солдаты Коалиции и Локусты. Все онлайн-матчи могут проходить либо в режиме Ranked mode, где успехи игрока отслеживаются через доску лидеров (однако приглашать в игру друзей или изменять настройки игры нельзя), либо в Player mode, где можно настраивать карту и приглашать друзей, однако вся статистика нигде не сохраняется. В версии для Xbox 360 присутствуют три мультиплеерных режима: «Warzone», «Execution» (которые являются стандартным десматчем с той лишь разницей, что игроки в режиме Execution должны добивать противников, иначе они возродятся) и «Assassination» (в каждой команде назначается лидер, который должен выследить и уничтожить лидера другой команды; новое оружие поднимать может только лидер, после этого это оружие сможет поднять и вся остальная команда). Патч для Xbox 360 версии добавил режим «Annex», который концепцией похож на «царь горы», где игроки должны удерживать контрольную точку определённый промежуток времени, чтобы выиграть. В PC-версии игры был введён режим «King of the Hill», похожий на Annex для Xbox 360: в данном режиме всё также используется контрольная точка, однако меняются условия победы.

## История

### Сеттинг и персонажи
Действия Gears of War происходят на планете Сера, очень похожей на Землю. Радиоактивная жидкость, получившая название «Имульсия» (англ. Imulsion), стала очень мощным источником энергии после того, как учёные нашли, как её использовать. Данное открытие и последовавшие серьёзные экономические изменения в мире привели к нескольким войнам между нациями. Начинавшая как неясная философия мирового правительства Коалиция Объединённых Государств (Coalition of Ordered Governments (сокращённо COG)) стала законной, хоть и незначительной, политической партией в течение 79-летней Маятниковой Войны (англ. Pendulum Wars), где они сражались с другим политическим блоком, Союзом Независимых Республик (Union of Independent Republics (сокращенно UIR)). После Дня Прорыва (англ. Emergence Day), когда Орда Саранчи начала своё наступление на человечество, COG были единственными, кто предпринял необходимые шаги для сохранения человеческой цивилизации, установив военные законы и взяв на себя ответственность за борьбу с врагом. Четырнадцать лет спустя, COG стала единственным людским правительством, оставшимся на Сере.
Ключевыми персонажами игры являются члены элитного отряда Дельта (англ. Delta squad), полковник Хоффман (англ. Colonel Hoffman), рядовой Энтони Кармайн (англ. Private Anthony Carmine) и лейтенант Мин Янг Ким (англ. Lieutenant Minh Young Kim). Все они «Шестерёнки», бойцы Коалиции. Игрок управляет Маркусом Фениксом, спасённым Домиником Сантьяго из тюрьмы Jacinto Maximum Security Penitentiary. В кооперативном режиме прохождения второй игрок берёт под контроль Сантьяго. Все четыре члена отряда Дельта доступны в мультиплеерной игре, вместе с вышеназванными персонажами и Саранчой.

### Сюжет
События игры начинаются спустя 14 лет после Дня Прорыва. Маркус Феникс, бывший солдат COG и герой Маятниковой войны, получает амнистию и возвращается в армию после 4 лет проведенных в тюрьме, куда он попал за нарушение приказа. Доминик Сантьяго, старый друг Маркуса, вытаскивает его из заключения. Он рассказал, что за время его срока всё изменилось, а полковник Хоффман, один из немногих выживших командиров Коалиции, помиловал всех заключённых, кроме него. Теперь же когда каждый человек на счету, Дельте нужен новый командир. После бегства из тюрьмы, занятой Саранчой, Дом и Маркус встречаются с остальными членами Отряда Дельта: рядовым Энтони Кармайном и лейтенантом Минь Йонг Кимом. Цель отряда — найти резонатор (англ. resonator), который покажет подземные пещеры, населённые Саранчой, а после их нахождения отряд должен установить взрывное устройство (англ. Lightmass Bomb), которое уничтожит сердце Орды и, тем самым, закончит войну. По дороге к последнему известному местоположению отряда Альфа, которые первыми должны были доставить резонатор, Кармайна убивает вражеский снайпер. Маркус, Дом и Ким продолжают путь и встречают одного из членов Альфы, Августа Коула, бывшую звезду трэшболла (местный аналог Американского футбола), который сообщил им, что остальные члены находятся на неизвестной могиле солдат. Найдя ещё 3 рядовых из Aльфы: Дэймона Бэрда, бывшего офицера, пониженного в звании после Дня Прорыва, рядового Гилиса и неизвестного бойца, команда нарывается на устроенную им засаду. Минь Йонг Ким, отделившийся от команды, погибает от рук генерала РААМа (англ. General RAAM). Отступая к могиле, Маркус сражается с берсерком, который уже убил Гилиса. Победив его и отбившись от Саранчи, Феникс подтвердил штаб-квартире, что резонатор у них и они в безопасности.
Дом предполагает, что самый быстрый способ добраться до шахты — это позаимствовать бронетранспортер «Юнкера» в лагере Изгнанников (гражданских, посчитавших методы Коалиции бесчеловечными даже в войне с Саранчой, и потому отреклись от неё) у местного лидера Франклина, который является должником Доминика. На просьбу Франклин неохотно соглашается, но только с условием, что Дельта оставит Коула и Бэрда, на посту, чтобы помочь им защититься от Саранчи. Согласившись, Сантьяго с Маркусом отправляются ночью через разрушенный город, в результате чего просыпаются мыше-подобные существа Криллы, питающиеся плотью. Спасением от них являлся только свет, который их отпугивает и убивает. Добравшись через отряды Саранчи к АЗС Асфо, где хранился «Юнкер», Дом и Феникс начали пробивать себе обратный путь, убивая Криллов ультрафиолетовым световым оборудованием бронетранспортёра.
Отряд достигает окраины горного объекта до того, как «Юнкер» перестаёт функционировать. Преодолевая оставшийся отрезок пути пешком, они попадают на заброшенную шахту по добычи Имульсии, где влияние резонатора должно иметь максимальный эффект. Защищая себя от натиска саранчи, Дельта-1 наконец-то пробивает себе путь к месту, где должен быть взрыв. К сожалению, резонатор показал, что данного взрыва будет слишком мало, и он не даст никакого результата. Но команда не отчаивается, просмотрев ещё раз карту туннелей в устройстве, они заметили, что вся система ведёт к старому дому Фениксов в Восточной Баррикаде Академии. Маркус с тяжестью на сердце отправляется в старый особняк своей семьи, где в последний раз видел отца и где он погиб во время жаркого боя с Саранчой.
Маркус вместе с отрядом летит на вертолёте «Ворон» на Восточную Баррикаду, но нарвавшись на воздушную атаку, им пришлось эвакуироваться далеко от академии. Вынужденная пробивать себе дорогу через огромное количество Саранчи, команда разделилась на двое. Коул и Бэрд обнаружили APC, нуждающийся в ремонте на задней части усадьбы, а Доминик и Маркус, начали искать данные в подвале и лаборатории отца. Приказав роботу Джеку загрузить в устройство новую систему туннелей из лаборатории, Феникс и Сантьяго начинают отбивать от особняка толпы Саранчи. После того как Джек закончил перекачку данных, отряд рванул к APC, спасаясь на нём от Брумака, вызванного Саранчой на подмогу.
Сразу после этого команда мчится на вокзал, где их ждёт бронепоезд с бомбой, на вокзале бойцов подстерегала Саранча, и Коул с Бэрдом, не успели залезть на него. Маркусу и Доминику, пришлось сражаться одним, пытаясь достигнуть передней части поезда. В конце они встречают генерала РААМА и охрану бомбы, победив оставшихся врагов, Маркус активирует бомбу и они вместе спасаются на вертолёте вместе с полковником Хоффманом. Поезд падает с разрушенного моста в потоки Имульсии, где в Пустотах бомба взрывается, накрывая большую часть сети туннелей Локустов. Виктор Хоффман обращается по радио ко всем «Шестерёнкам» и народу Серы, говоря что с Саранчой покончено, но это оказывается не так.

## Разработка
| Системные требования | Системные требования                                      | Системные требования                                      |
| -------------------- | --------------------------------------------------------- | --------------------------------------------------------- |
|                      | Минимальные                                               | Рекомендуемые                                             |
| Microsoft Windows    |                                                           |                                                           |
| ОС                   | Windows XP Service Pack 3 Windows Vista                   | Windows XP Service Pack 3 Windows Vista                   |
| ЦПУ                  | Intel Pentium 4 2.4 GHz AMD Athlon 2.0+ Ghz processor     | Intel Core 2 Duo AMD Athlon X2                            |
| Объём ОЗУ            | 1 ГБ                                                      | 2 ГБ                                                      |
| Место на диске       | 12 ГБ свободного места на диске                           | 12 ГБ свободного места на диске                           |
| Видеокарта           | nVidia GeForce 6600+ ATI X700+                            | nVidia GeForce 7600 ATI X1900                             |
| Звуковая плата       | DirectX-совместимая                                       | DirectX-совместимая                                       |
| Сеть                 | Интернет или локальная сеть (необходимо для мультиплеера) | Интернет или локальная сеть (необходимо для мультиплеера) |
| Устройства ввода     | Клавиатура и мышь или геймпад                             | Клавиатура и мышь или геймпад                             |

Клифф Блежински, ведущий разработчик Epic Games, в одном из интервью упомянул три игры, которые оказали влияние на Gears of War: вид «из-за плеча» был взят из Resident Evil 4, система укрытий — из Kill Switch, и механизм передвижения от укрытия к укрытию — из Bionic Commando (передвижения героев Gears of War похожи на прыжки с платформы на платформы). В итоговом счёте геймплей игры нацелен больше на командную тактику и использование укрытий, чем на прорывание через орды врагов. Итоговая стоимость разработки игры, по словам Марка Рейна, составила 10 миллионов долларов. На всём протяжении разработки было задействовано одновременно 20-30 человек из штата Epic Games.
Концовка Gears of War оставила простор для создания сиквела, и в 2007 году на Game Developers Conference, Блежински подтвердил, что Epic Games планирует сделать продолжение игры. Разработка Gears of War 2 была официально подтверждена 20 февраля 2008 года и вышла 7 ноября 2008 года.

### Коллекционное издание
Вместе с обычным вариантом издания игры Epic Games также выпустила коллекционный. Главное отличие, которое сразу бросается в глаза — стальная коробка вместо обычной пластмассовой. В комплект, помимо диска с игрой, входит дополнительный диск с иллюстрациями мира игры и некоторых Локустов, не вошедших в финальную версию игры. Кроме всего вышеперечисленного в состав коллекционного издания вошёл арт-бук Destroyed Beauty, который давал представление о предыстории игры. В него вошли концепт-арты, наброски и описания персонажей. Также в эту версию игры входили элементы из стандартного издания: инструкция к игре и карта Xbox Live Gold trial на 48 часов.

### Дополнительный контент
Работы над новым контентом Epic Games начала в августе 2006 года. Первое обновление вышло в Xbox Live 9 января 2007 года вместе с двумя новыми картами, выпущенными на следующий день: Raven Down, где команда Gears сражалась с Локустами рядом с местом крушения вертолёта King Raven, и Old Bones, местом действия которой является музей. 23 января 2007 года вышло обновление, которое только устраняло проблемы с совместимостью японской версии игры и не вносило никаких дополнений в игру.
9 апреля 2007 года, Epic Games выпустила третье обновление, которое добавило новый игровой режим — Annex, где от игроков требовалось захватывать точки и удерживать их для победы, а также некоторые исправления геймплея и движка.
Первоначально в третий патч должны были входить четыре новые карты, однако из-за разногласий с Microsoft, Epic Games решила продать эти карты, а несколько месяцев спустя сделать их бесплатными. Сборник карт получил название «Hidden Fronts» и поступил в продажу в Xbox Live Marketplace 3 мая 2007 года. В него входили карты Bullet Marsh, Garden, Process и Subway. 3 сентября 2007 года, спустя четыре месяца, сборник стал бесплатным.
Четвёртое обновление вышло 14 июня 2007 года. Оно добавило 8 достижений на 250 очков (суммарно за все достижения теперь можно было получить 1250 очков). Все достижения были привязаны к режиму Annex и к картам из сборника Hidden Fronts. В дополнение к этому, патч отключал таймер в режиме Annex во время проблем с соединением.

### Microsoft Windows версия
11 июля 2007 года на конференции E3 было официально подтверждено, что Gears of War выйдет для Windows вместе с тремя мультиплеерными картами и пятью дополнительными главами в одиночной кампании, которые расскажут о том, как отряд Дельта уходил от гигантского Брумака (англ. Brumak) в промежутке между четвёртым и пятым актами, а также новыми мультиплеерными режимами игры, игровым редактором и поддержкой Games for Windows — Live. На вопрос о том, выйдет ли ПК-контент на Xbox 360, Марк Рейн ответил, что это маловероятно из-за несовместимости версий игры. И именно из-за этого не поддерживается кросс-платформенная игра. Клифф Блежински отметил, что в процессе разработки эта возможность была не такой, какой планировали изначально, и для её доработки потребовалось бы дополнительное время. Эти новости очень разозлили многих владельцев консольной версии игры, так как она больше не являлась эксклюзивом Xbox 360 и перестала получать дополнительный контент. Марк Рейн ответил, что когда они ставили отметку об эксклюзивности, Microsoft одобрила разработку и под эгидой Games for Windows, как до этого было с Halo 2.

### Gears of War: Ultimate Edition
В 2015 году состоялся релиз версии под названием Gears of War: Ultimate Edition для платформ Windows и Xbox One. Эта издание представляет собой нечто среднее между ремастером и ремейком. Разработчики из The Coalition кардинально переработали всю графическую часть оригинала, перерисовали текстуры, поменяли освещение сделав его мягче, а также полностью обновили межмиссионные видеоролики. Геймплей подвергся лишь незначительным изменениям. Разработчики поправили баланс и теперь противник погибал чаще чем игрок, но в то же время отмечались и недостатки которые перекочевали в обновленную версию. Это например одинаково слабый искусственный интеллект как у врагов так и у напарников, а также малое количество противников которым приходилось противостоять в процессе прохождения.

## Отзывы и награды
| Сводный рейтинг | Сводный рейтинг                    | Сводный рейтинг | Сводный рейтинг |
| Издание         | Оценка                             | Оценка          | Оценка          |
| Издание         | PC                                 | Xbox 360        | Xbox One        |
| --------------- | ---------------------------------- | --------------- | --------------- |
| GameRankings    | 87,07 % 70,50 % (Ultimate Edition) | 93,97 %         | 83,94 %         |

Gears of War получила множество наград и по праву считается одной из лучших игр для Xbox 360.
Неполный список наград полученных игрой:
| - IGN’s Best of 2006 - Игра года для Xbox 360 - Лучшая игра жанра Action - Лучшая игра жанра Action для Xbox 360 - Лучшая графическая технология - Лучшая графическая технология для Xbox 360 - Лучший разработчик для Xbox 360 (Epic Games) - 2006 Spike TV Video Game Awards - Лучшая мультиплеерная игра - Лучший шутер - Лучшая графика - Лучший разработчик (Epic Games) - D.I.C.E 07 - Лучшая игра года - Игра года для консолей - Сногсшибательные достижения в анимации - Сногсшибательные достижения в дизайне - Лучший мужской игровой персонаж - Сногсшибательные достижения в мультиплеере - Сногсшибательные достижения в визуальной технологии - Игра года в жанре Action \ Adventure | - GameSpot’s Best and Worst of 2006 - Игра года - Лучшая игра для Xbox 360 - Лучшая графика и технология - Лучшие новые персонажи (отряд Delta) - Лучшая мультиплеерная игра - Лучший шутер - Official Xbox Magazine - Игра года для Xbox 360 - Разработчик года Epic - Лучший враг года Берсеркер - Лучшая студия (Epic Games) - IEAA Awards - Игра года для Xbox 360 по версии Samsung - Выбор редакторов GameSpot - Игра номер 1 Лучшая игра года - GDC 2007 - Игра года - Лучшее графическое исполнение - Лучшая игровая студия(Epic games) |

## Саундтрек
«Gears of War — The Soundtrack» — саундтрек к игре Gears of War. Диск вышел 31 июля 2007 года под лейблом Sumthing Else Music Works. Композитор — Кевин Рипл (англ. Kevin Riepl), прежде работавший с Epic Games над саундтреками к играм серии Unreal Tournament и Unreal Championship.Заглавная песня написана Дэйвом Мастейном из группы Megadeth и композитором Йеспером Кюдом.
| №                   | Название                     | Длительность |
| ------------------- | ---------------------------- | ------------ |
| 1.                  | «Gears of War»               | 4:30         |
| 2.                  | «14 Years After E-Day»       | 2:55         |
| 3.                  | «Jacinto Prison»             | 2:50         |
| 4.                  | «Attack of the Drones»       | 2:07         |
| 5.                  | «Embry Square»               | 3:04         |
| 6.                  | «Fish in a Barrel»           | 2:55         |
| 7.                  | «House of Sovereigns»        | 5:33         |
| 8.                  | «Minh's Death»               | 1:25         |
| 9.                  | «Entering the Tombs»         | 1:17         |
| 10.                 | «Tomb of the Unknowns»       | 1:32         |
| 11.                 | «Ephyra Streets I»           | 3:01         |
| 12.                 | «Ephyra Streets II»          | 1:42         |
| 13.                 | «Miserable Wretches»         | 2:03         |
| 14.                 | «Stay in the Light»          | 2:02         |
| 15.                 | «Chap's Gas Station»         | 1:23         |
| 16.                 | «Fill 'er Up at Chap's»      | 2:16         |
| 17.                 | «I Will Kryll You»           | 2:37         |
| 18.                 | «Locust, Wretches & Kryll»   | 2:22         |
| 19.                 | «Imulsion Mines»             | 3:08         |
| 20.                 | «East Barracade Academy»     | 2:04         |
| 21.                 | «The Fenix Estate»           | 1:41         |
| 22.                 | «Locust Infestation»         | 1:41         |
| 23.                 | «Hidden Lab»                 | 1:59         |
| 24.                 | «Running With Boomers»       | 2:51         |
| 25.                 | «Oh the Horror»              | 1:34         |
| 26.                 | «Train Wreck - Locust Theme» | 1:40         |
| 27.                 | «Train Ride to Hell»         | 3:55         |
| 28.                 | «Gears of War Reprise»       | 3:01         |
| Общая длительность: | Общая длительность:          | 69:20        |